# 富士ルネッサンス
富士ルネッサンスは日本たばこ産業(JT)が製造・販売していたたばこのブランドである。
この製品が発売された頃からJTは積極的に製品を地域限定で投入して、販売動向を踏まえて全国発売をしていった（2003年度は14銘柄を発売）。
国産最高級品の「富士」を現代に復活させた製品であり、日本語名の現行販売製品としては1973年発売の「峰」以来の販売となったが、85mmキングサイズはすぐに販売終了、100'sも短命に終わった
バージニア葉100%、香料無添加を謳ったが、同種の製品にピース･アコースティックがあり差別化が図れなかったという。

## 製品一覧

### 販売終了製品
- 富士ルネッサンスは鳥取県、岡山県、徳島県、香川県、愛媛県、高知県で販売
- 富士ルネッサンス･100'sは熊本県、大分県で販売の後、上記の富士ルネッサンスが販売されていた地域で2004年5月17日より販売された。